# ComingOut. E se o Museu saísse à rua?
"ComingOut. E se o Museu saísse à rua?" foi uma exposição do Museu Nacional de Arte Antiga que decorreu entre 29 de Setembro de 2015 e 1 de Janeiro de 2016, que levou às ruas reproduções de altíssima qualidade de 31 obras-primas da sua colecção em escala real e providas de molduras em madeira, expostas em paredes no centro de Lisboa, nas zonas do Chiado, Bairro Alto e Príncipe Real. A estas obras foram acrescentadas mais três em dezembro para substituir peças que foram furtadas ao longo da duração da exposição.
O projecto baseou-se no projecto denominado The Grand Tour, que já havia sido desenvolvido em Londres pela National Gallery, nos bairros de Covent Garden, Soho e Chinatown em 2007.
Como já tinha acontecido na exposição da National Gallery em Londres, algumas das reproduções foram grafitadas, cortadas e até furtadas. Dois dias após o início da exposição, desapareceu o Inferno (Mestre Português Desconhecido, século XVI) na Rua da Rosa. Em meados de Outubro desapareceram Ruínas de Roma Antiga (Giovanni Paolo Pannini, século XVIII) e Feira da Ladra na Praça da Alegria (Nicolas Delerive, século XIX) de onde se encontravam, na Rua das Taipas, e, passados mais uns dias, o D. Sebastião (Cristóvão de Morais, c. 1571), da Rua do Loreto. O episódio mais caricato terá sido o "deslocamento" de quatro obras — Retrato do Conde de Farrobo (Domingos Sequeira, 1813), São Damião (Bartolomé Bermejo, c. 1460), o Retrato do Senhor de Noirmont (Nicolas de Largillière, c. 1710), e Conversação (Pieter de Hooch, 1663-1665) — que terão sido furtadas e transportadas desde o Chiado até ao Laranjeiro, em Almada, onde foram penduradas nas paredes dos prédios do bairro situado junto à Avenida Professor Ruy Luís Gomes, por um auto-intitulado "Robin das Artes".
No local de onde foram sendo furtados quadros foi pendurada uma "tabela humorística" com uma reprodução menos elaborada do quadro, e com a inscrição: "Retirada temporariamente para exposição privada".
No fim da exposição foi revelado que os cerca de 20 quadros que ainda se mantinham nas ruas da Baixa de Lisboa seriam recolhidos e leiloados pelo Palácio do Correio Velho em janeiro de 2016, revertendo as receitas integralmente a favor do Museu de Arte Antiga para a a aquisição da obra Adoração dos Magos de Domingos Sequeira.

## Reproduções expostas
| Imagem | Obra (data)                                                                | Autor                          | Local                      | Intervenção por parte do público? | Notas |
| ------ | -------------------------------------------------------------------------- | ------------------------------ | -------------------------- | --- | --- |
|        | Martírio de São Vicente Atado à Coluna (c. 1470)                           | Nuno Gonçalves                 |                            | Sem qualquer intervenção | |
|        | Inferno (c. 1510-1520)                                                     | Mestre Português Desconhecido  | Rua da Rosa                | Furtado, dois dias após o início da exposição. | |
|        | Retrato do Rei D. Sebastião (c. 1571)                                      | Cristóvão de Morais            | Rua do Loreto              | Furtado | |
|        | Retrato de Senhora (c. 1620-1640)                                          | Mestre Ibérico Desconhecido    | Rua do Alecrim             | Sem qualquer intervenção | |
|        | Retrato de Afonso de Albuquerque (após 1545)                               | Autor Desconhecido             | Largo do Barão de Quintela | Sem qualquer intervenção | |
|        | Retrato de D. Francisco de Almeida (após 1545)                             | Autor Desconhecido             | Largo do Barão de Quintela | Sem qualquer intervenção | |
|        | Natureza-morta com Cesto de Frutos (c. 1620-1640)                          | Antonio Pereda y Salgado       | Rua da Atalaia             | Sem qualquer intervenção | |
|        | Obras de Misericórdia (1600-1625)                                          | Pieter Brueghel, o Jovem       |                            | | |
|        | Virgem e o Menino (c. 1485)                                                | Hans Memling                   |                            | | |
|        | São Jerónimo (1521)                                                        | Albrecht Dürer                 | Rua Garrett                | | |
|        | Painel central do Tríptico de Nossa Senhora da Misericórdia (c. 1512-1515) | Jan Provoost                   | Rua António Maria Cardoso  | Sem qualquer intervenção | |
|        | Senhora das Dores (c. 1511)                                                | Quentin Metsys                 | Largo de São Carlos        | Sem qualquer intervenção | |
|        | Virgem com o Menino e Santos (1519)                                        | Hans Holbein, o Velho          | Largo de São Carlos        | Pequeno grafito — uma lágrima a marcador preto, na face direita da Virgem | |
|        | Santo Agostinho (c. 1465)                                                  | Piero della Francesca          | Calçada do Sacramento      | | |
|        | São Damião (c. 1460-1470)                                                  | Bartolomé Bermejo              | Travessa dos Teatros       | Um dos quatro quadros que foram transportados para o Laranjeiro, Almada, pelo auto-intitulado "Robin das Artes". O São Damião foi exposto na parede de um prédio na Praceta Dr. Barbosa du Bocage, até ser novamente furtado.                                                                               | |
|        | São Sebastião (c. 1625-1650)                                               | Mestre Desconhecido (Espanha?) | Rua Luísa Todi             | Sem qualquer intervenção | |
|        | Conversação (1663-1665)                                                    | Pieter de Hooch                | Rua da Rosa                | Um dos quatro quadros que foram transportados para o Laranjeiro, Almada, pelo auto-intitulado "Robin das Artes". A Conversação foi exposta na parede de um prédio no Largo Francisco Sanches, até ser novamente furtado.                                                                                    | |
|        | Salomé com a Cabeça de São João Baptista (1510-1515)                       | Lucas Cranach, o Velho         | Rua do Alecrim             | Cortado e mutilado no seu quarto inferior. | |
|        | Retrato de Margarida Gonzaga (1593)                                        | Jacopo Ligozzi                 |                            | Sem qualquer intervenção | |
|        | O Homem do Cachimbo (c. 1850)                                              | Gustave Courbet                | Rua da Barroca             | | |
|        | Cortesã (1630-1650)                                                        | Jacob Adriaenz Backer          | Rua das Salgadeiras        | | |
|        | Grupo Familiar (c. 1630)                                                   | Pieter de Grebber              |                            | Grafitado, a marcador preto; na mão da criança mais à esquerda foi desenhada uma pistola e um balão de fala alusivo à venda do Banif, que coincidiu com o período da exposição. | |
|        | Martírio de São Vicente numa Cruz em Aspa (c. 1470)                        | Nuno Gonçalves                 | Rua da Rosa                | Grafitada, a marcador preto, uma inscrição na metade inferior do quadro. | |
|        | Retrato de Senhora (1655)                                                  | Pieter Nason                   | Rua da Rosa                | | |
|        | Retrato da Família do 1.º Visconde de Santarém (1816)                      | Domingos António de Sequeira   | Largo do Picadeiro         | | |
|        | Ruínas de Roma Antiga (1725-1750)                                          | Giovanni Paolo Pannini         | Rua das Taipas             | Furtado | |
|        | Vista Panorâmica do Mosteiro e Praia de Belém (1657)                       | Filipe Lobo                    |                            | Sem qualquer intervenção | |
|        | David e Betsabé (c. 1750?)                                                 | François Boucher               |                            | Sem qualquer intervenção | |
|        | Retrato do Conde de Farrobo (1813)                                         | Domingos António de Sequeira   | Largo do Picadeiro         | Um dos quatro quadros que foram transportados para o Laranjeiro, Almada, pelo auto-intitulado "Robin das Artes". O Conde de Farrobo foi exposto na parede de um centro comercial no Largo Francisco Sanches, tendo sido o único dos quatro quadros levados para o Laranjeiro a ser devolvido para o leilão. | |
|        | Retrato do Senhor de Noirmont (1690-1710)                                  | Nicolas de Largillière         | Rua Capelo                 | Um dos quatro quadros que foram transportados para o Laranjeiro, Almada, pelo auto-intitulado "Robin das Artes". O Senhor de Noirmont foi exposto na parede de um prédio na Praceta Dr. Barbosa du Bocage, onde foi sofreu um corte vertical ao longo da moldura, até ser novamente furtado.                | |
|        | Feira da Ladra na Praça da Alegria (1809-1818)                             | Nicolas Delerive               | Rua das Taipas             | Furtadado | |
|        | Leda e o Cisne (1798)                                                      | Vieira Portuense               | Rua das Taipas             | Sem qualquer intervenção | Exposto na noite de 11 de dezembro de 2015 de modo a inverter a tendência dos quadros subtraídos à exposição. |
|        | Narciso na Fonte (1797?)                                                   | Vieira Portuense               | Rua das Taipas             | Sem qualquer intervenção | Exposto na noite de 11 de dezembro de 2015 de modo a inverter a tendência dos quadros subtraídos à exposição. |
|        | Tríptico da Descida da Cruz (c. 1535)                                      | Pieter Coecke van Aelst        | Travessa dos Teatros       | Sem qualquer intervenção | Exposto na noite de 11 de dezembro de 2015 de modo a inverter a tendência dos quadros subtraídos à exposição. |